# گمینا بژشتش کویاوسکی
گمینا بژشتش کویاوسکی (به لهستانی:  Gmina Brześć Kujawski) یک گمینا در لهستان است که در شهرستان ووتس‌واوک واقع شده‌است. گمینا بژشتش کویاوسکی ۱۵۰٫۴۴ کیلومتر مربع مساحت و ۱۱٬۰۶۶ نفر جمعیت دارد.